# Malawa (powiat rzeszowski)
Malawa – wieś w Polsce, położona w województwie podkarpackim, w powiecie rzeszowskim, w gminie Krasne.

## Geografia
Miejscowość położona jest na wschód od Rzeszowa, w obniżeniu potoku Młynówka, u podnóża wzgórza Marii Magdaleny (394 m n.p.m.), stanowiącego północną krawędź Pogórza Dynowskiego. Na szczycie wzgórza znajduje się kościół pw. św. Magdaleny. Obecnie miejscowość zajmuje obszar 1267 ha.
Wzgórze Marii Magdaleny (394 m n.p.m.) w Malawie, to jeden z najlepszych punktów widokowych w okolicach Rzeszowa. Przy wyjątkowo dobrej przejrzystości powietrza, można nawet zobaczyć stamtąd, oddalone o ok. 170 km Tatry.

## Historia
Wieś została prawdopodobnie założona w XIV wieku. W 1450 roku właścicielem był Jan z Pilczy syn Elżbiety Granowskiej trzeciej żony Władysława Jagiełły. Parafia w dokumentach wymieniana jest od roku 1483, ale są hipotezy, że powstała wcześniej, za panowania Kazimierza Wielkiego, ok. 1370 r. Początkowo wieś należała do dóbr Pileckich z Łańcuta, później do Lubomirskich.
W środku wsi znajduje się kościół parafialny miejscowej parafii św. Wawrzyńca. Zbudowany w latach 1921-1923 w stylu neogotyckim, po spaleniu w maju 1921 roku poprzedniego drewnianego kościoła.
Z Malawy pochodzą:
- Stanisław Jamrozek – biskup pomocniczy archidiecezji przemyskiej.
- Walenty Nowak (ur. 27 stycznia 1895, zm. 18 stycznia 1979 w Krakowie) – generał brygady ludowego Wojska Polskiego.

## Sport i rekreacja
Strumyk Malawa – klub piłkarski. W sezonie 2010/2011 uzyskał awans do III ligi (grupa lubelsko-podkarpacka). Jednak po jednym sezonie spadł do IV ligi.
W latach 1954–1961 wieś należała i była siedzibą władz gromady Malawa, po jej zniesieniu w gromadzie Krasne. 